# Генріх Шмітт
Генріх Шмітт (5 липня 1817, Львів — 16 жовтня 1883, Львів) — польський історик, бібліотекар, представник лелевелівської історичної школи.
Навчався у Львівському університеті. Брав участь у конспіративних польських організаціях Галичини, за що отримав навіть смертний вирок, але згодом був помилуваний.
Був членом шкільної ради Галичини (з 1870), почесним членом Познанського товариства приятелів наук (1860–1883).
Автор «Истории польского народа» (В 3-х томах. СПб., 1864, 1866) та інших праць з історії Польщі XVIII-ХІХ ст. та польської історіографії.